# 韋斯特波特鎮區 (明尼蘇達州波普縣)
韋斯特波特鎮區（英語：Westport Township）是位於美國明尼蘇達州波普縣的一個行政鎮區。

## 地方資料
韋斯特波特鎮區的面積為91.70平方千米，當中陸地面積為88.42平方千米，而水域面積為2.28平方千米。根據2020年美國人口普查的數據，當地共有人口237人，而人口密度為每平方千米2.58人。